# فيليب ر. غود
فيليب ر. غود (بالإنجليزية: Philip R. Goode)‏ هو فيزيائي أمريكي، ولد في 4 يناير 1943 في سان فرانسيسكو في الولايات المتحدة.
1. ↑   https://people.njit.edu/profile/pgoode. {{استشهاد ويب}}: |url= بحاجة لعنوان (مساعدة) والوسيط |title= غير موجود أو فارغ (من ويكي بيانات) (مساعدة)
2. ↑   https://www.aaas.org/sites/default/files/AnnualReports/2009/aaas_ann_rpt_09l_fellows.pdf. {{استشهاد ويب}}: |url= بحاجة لعنوان (مساعدة) والوسيط |title= غير موجود أو فارغ (من ويكي بيانات) (مساعدة)